# Río Punegru
El río Punegru o Punegro, también llamado río de las Vegas, es un río del norte de la península ibérica que discurre por Asturias. Es un afluente del río Piloña. 

## Curso
Nace en Cabranes, en la parroquia de Pandenes y fluye hacia el sur, marcando un gran trecho las fronteras de Nava y Cabranes (y, más concretamente, las de la parroquia naveta de Cuenya y la cabraniega de Fresnéu). Entra de pleno en Nava, uniéndosele entre Ceceda y Fresnadiellu, por su orilla izquierda, el río Faya. Tras más adelante recibir, de nuevo por la izquierda, las aguas del río de L'Artosa, desemboca en el Piloña en Carancos.